# Château de Villefrancon
Le château de Villefrancon est un château situé à Villefrancon, en France.

## Description
L'ensemble actuel, entouré d'une douve circulaire, se compose d'un logis rectangulaire sur une terrasse, de quatre bâtiments principaux de dépendances agricoles et du colombier. L'absence de décor en façade du logis est représentative de nombreuses constructions civiles du début du 18e siècle dans la région.

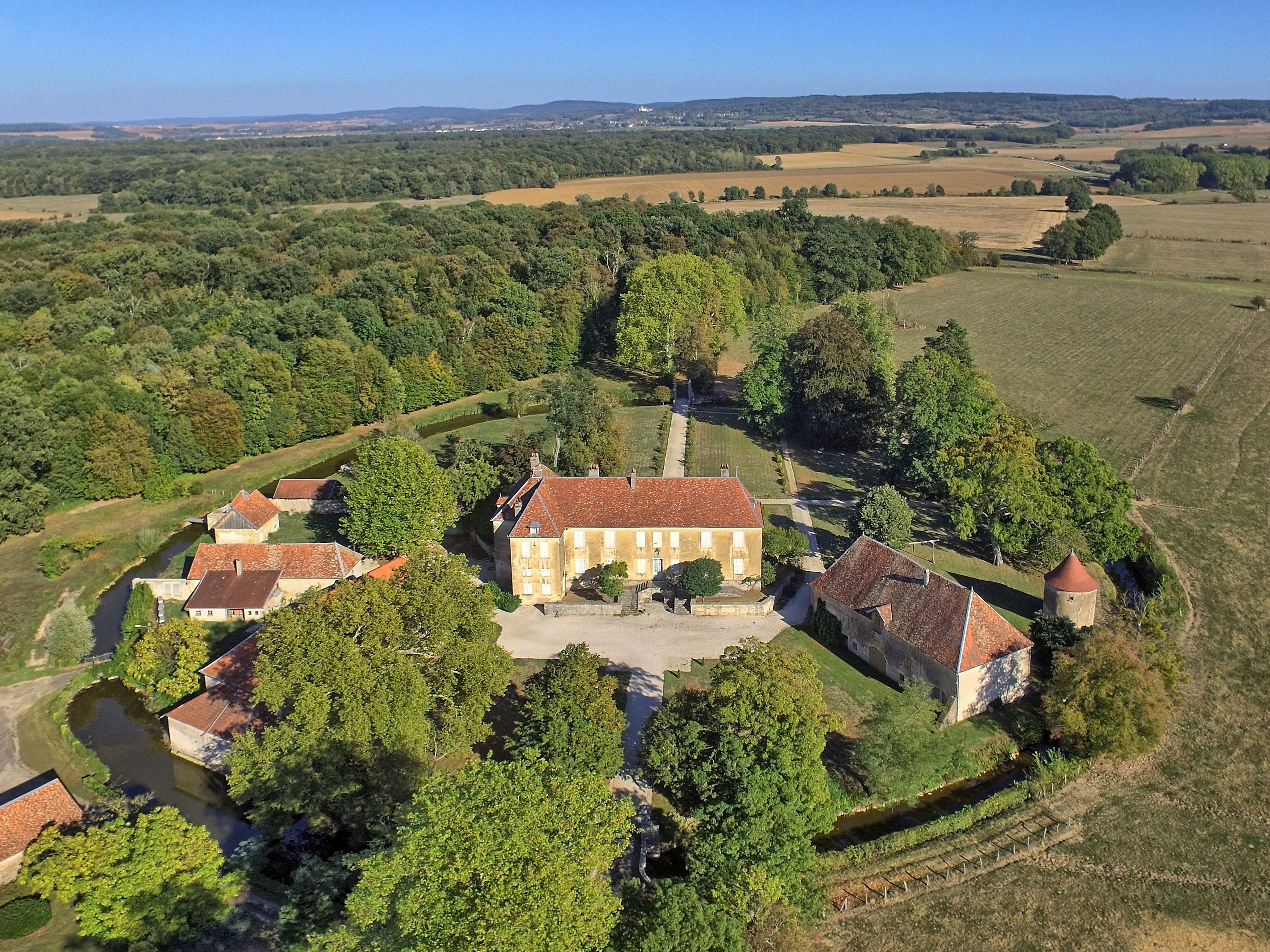
Le château et ses dépendances entourés de la douve circulaire.

## Localisation
Le château est situé sur la commune de Villefrancon, dans le département français de la Haute-Saône.

## Historique
L'édifice est inscrit au titre des monuments historiques par arrêté du 3 décembre 1987. L'arrêté d'inscription du 26 octobre 2023 se substitue au précédent.